# Caeneressa melas
Caeneressa melas är en fjärilsart som beskrevs av Walker 1854. Caeneressa melas ingår i släktet Caeneressa och familjen björnspinnare. Inga underarter finns listade i Catalogue of Life.